# Schronisko w Górze Smoleń Piąte
Schronisko w Górze Smoleń V – schronisko pomiędzy wsiami Smoleń i Złożeniec w województwie śląskim, w powiecie zawierciańskim, w gminie Pilica. Pod względem geograficznym jest to obszar Wyżyny Ryczowskiej, będącej częścią Wyżyny Częstochowskiej w obrębie Wyżyny Krakowsko-Częstochowskiej.

## Opis obiektu
Schronisko zlokalizowane jest w lesie w tzw. Parku Jurajskim po lewej stronie drogi ze Smolenia do Złożeńca, w odległości około 200 m od tej drogi. Znajduje się w tej samej skale co Tunel w Górze Smoleń. Zlokalizowany jest u podstawy jej północnej ostrogi. Jest to pusta przestrzeń pomiędzy masywem skały a opartym o nią wielkim skalnym blokiem. Schronisko ma postać dwuotworowego tuneliku o trójkątnym przekroju.
Schronisko powstało w skalistych wapieniach z jury późnej. Jest poddane wpływom środowiska zewnętrznego. Nacieków jaskiniowych brak. Namulisko pokryte warstwą nawianych przez wiatr liści. Brak roślin, zwierząt nie zaobserwowano.

## Historia badań i dokumentacji
Schronisko zapewne znane jest od dawna. W literaturze po raz pierwszy wzmiankowane w 1993 r.  W wykonanej w 2000 r. dla Zarządu Zespołu Jurajskich Parków Krajobrazowych woj. katowickiego dokumentacji ma nazwę Schronisko w Górze Smoleń VII. Pod taką samą nazwę występuje w dokumentacji z roku 2000 wykonanej na zlecenie Ministerstwa Środowiska. Plan opracował A. Polonius.